# 新井田公園
新井田公園（にいだこうえん）とは、青森県八戸市新井田西にある都市公園（総合公園）である。

## 概要
新井田公園は、八戸市新井田地区にある総合公園で、11.50ヘクタールの敷地の中に新井田インドアリンク（スケート場）や、テニスコート、多目的広場、芝生広場、石組広場がある。新井田川に隣接しており河川敷には桜が植樹されている。
2011年10月にネーミングライツが導入され、新井田インドアリンクがテクノルアイスパーク新井田となった。さらに2014年8月からはテクノルアイスパーク八戸に変更されている
。

## 所在地情報
所在地
- 青森県八戸市新井田西四丁目1番1号

交通
- 八戸自動車道 八戸インターチェンジ八戸ICから車で約25分

## 周辺
- 八戸市立市民病院
- 向陵高等学校
- 青森県道29号
- 新井田川